# Phare de Câmara de Lobos
Le phare de Câmara de Lobos est un phare situé sur la jetée du port de la municipalité de Câmara de Lobos sur l'île de Madère (Archipel de Madère - Portugal).
Il est géré par l'autorité maritime nationale du Portugal à Oeiras (Grand Lisbonne) 

## Histoire
Ce petit phare est composé d'une tourelle carrée blanche avec terrasse sur laquelle est posé le feu sur un cylindre peint en rouge et blanc. Il est érigé sur une crête rocheuse volcanique suivant la jetée principale du petit port de Câmara de Lobos à environ 8 km à l'ouest de Funchal sur la côte sud de l'île.
C'est un feu à occultations qui émet un éclat rouge de 2 secondes, toutes les 6 secondes à une hauteur focale de 23 m au-dessus du niveau de la mer.
Identifiant : ARLHS : MAD015 ; PT-... - Amirauté : D2744 - NGA : 23724 .

### Lien connexe
- Liste des phares de Madère